# 스쿨뮤직

(주)스쿨뮤직(school music)은 대한민국의 악기판매업 및 엔터테인먼트(SMET) 회사다.

## 개요
(주)스쿨뮤직은 2000년 5월 창립되었으며, 인터넷 악기 쇼핑몰과 교육 컨텐츠를 운영하고 있는 악기전문 기업이다. 대표는 '티삼스' 키보디스트 출신 안정모이다. 인천광역시 중구 신포로 27번길 16 프린스빌딩 6층(관동3가)에 위치하고 있으며, 악기 판매 및 엔터테인먼트 사업(SMET)을 하고 있다.  가수 요요미의 소속사이다. CORONA 기타의 공식 수입유통을 하고 있으며, 현재 ESP, Strymon, Electro-Harmonix, Tech21, Fulltone, Blue Steel, Cleartone 등의 한국 공식딜러이다.

## 설립 배경
안정모 대표가 운영하던 음반제작사가 1997년 IMF외환위기로 폐업하고, 취미로 온라인에 악기 연주 동영상을 올린 후 악기 문의를 받은 것이 계기가 되어 악기 판매 사업을 시작하게 되었다. 최악의 상황에서 죽기 아니면 살기로 덤볐다. 2009년 스쿨뮤직은 당시 온라인 쇼핑몰로서는 드물게 연 매출을 100억 가까이 올렸다.
처음엔 기타 위주였던 판매 품목이 이제는 베이스, 드럼, 키보드, 미디 장비, 악기 부품 및 액세서리에 이르기까지 다양해졌다. 국내에서 구하기 어려운 해외 제조사의 악기를 직수입하여 판매한다. 
스쿨뮤직은 단순히 악기 판매에만 그치지 않고, 제품에 대한 정보를 신속하고 정확하게 전달함과 동시에 ‘스쿨뮤직’이라는 이름에 맞게 인터넷 동영상 교육을 통해 혼자서도 작곡, 연구, 레코딩까지 이해하고 제작할 수 있게 했다.
2004년부터 매년 '나스락(樂) 페스티벌' (나 스스로 즐기다)을 개최해 청소년과 부모에게 문화와 생각을 이해하고 새로운 시각을 가지게 하는 다양한 문화의 직접적인 경험과 교류의 장을 제공했는데, 매년 평균 600명 정도가 응모하며 세대 구분 없이 모두가 즐기는 음악 페스티벌이었다.
2007년 3월에는 용산 역사 내 현대아이파크몰에 오프라인 매장 1호점을 오픈했고, 2012년엔 '제1회 스쿨뮤직 페스티벌'을 개최했으며, 2014년엔 장학생을 선발해 유학보내는 프로젝트도 진행했다. 2017년 엔터테인먼트 사업으로 영역을 확장해 오디션을 통해 요요미와 전속계약하여 현재에 이르고 있다.

## 소속 연예인
- 2017년~  요요미(가수, 배우)

## 코로나(자체 악기 브랜드)
기타와 베이스를 생산하는 스쿨뮤직의 자체 브랜드. 2009년부터 현재까지 생산중. 국내에서 빌드하였으나 현재 대부분 해외 OEM으로 제작한다.
초기에는 다른 국산 브랜드처럼 펜더나 깁슨의 카피로 시작하였으나, 최근에는 NAMM에 자체개발한 신제품을 출품하면서 세를 넓혀가는 중이다.
2019년 12월 20일 리뉴얼된 신모델이 출시하였다. Traditional 시리즈 중 가장 엔트리급 라인인 Player 시리즈가(Plyer ST, Player TE, Player Jazz 모델) 선 출시되었고, 선별된 셀렉티드 우드, 독일제 코일로 제작된 픽업 등 10만원 후반 20만원 초반 가격대에서는 꽤 높은수준의 사양을 가지고 있다. 특히 빌드 퀄리티가 이전 모델에 비해 비약적으로 상승하여 입문용 일렉 및 베이스기타 중 상당한 경쟁력을 보일 것으로 예상된다.
2020년 7월 기준 트레디셔널 Standard ST, Classic ST, Classic TE, Standard Jazz 밎 Modern Standard 모델과 어쿠스틱 기타들이 추가로 출시되었다
브랜드명의 어원은 캘리포니아에 위치한 도시 이름으로, 펜더의 미국 생산 기타 공장이 위치한 곳이다.

## 취급 브랜드
- Alvarez
- CORONA
- ESP
- Fernandes
- Fulltone
- G Lab
- Michael Kelly
- Moollon
- T-REX
- TECH21
- Electro-Harmonix

## 연혁
- 2000.05 창립[5]
- 2004.04 'e-Korea 스타 대상' 수상 - 온라인뮤직 전문사이트 부문
- 2006.03 '2006 산업별 파워브랜드' 선정 - 악기 쇼핑몰 부문
- 2007.04 '경영혁신형 중소기업' 선정
- 2007.12 '2007 총결산 대한민국 우수기업 & 브랜드' 선정 - 악기 전문업체 부문
- 2008.01 '2007 파워브랜드 & 기업대상' 수상
- 2008.03  법인 전환
- 2009.03 'YAMAHA 특별공로상' 수상
- 2008.	'Aving VIP Asia' 선정
- 2008.09 '인천국제 악기쇼 조직위원장(인천 부시장)' 특별공로상 수상
- 2008.05 스포츠서울 '고객감동 우수기업 브랜드' 대상 악기부문
- 2008.05 경향신문 '대한민국 선진경영 우수기업' 마케팅 경영대상
- 2008.04 스포츠조선 '소비자만족 100대 기업' 음악산업부문 수상
- 2009.11 현악기(통기타 등) 잡음제거 시스템 특허출원
- 2009.11 발명 특허 (Kick enhancer)
- 2009.11 이코노타임즈 2009 HUIN 경영대상
- 2010.12 KBS 드라마 <드림하이> 제작지원
- 2010.08 안정모 대표이사 인천시 하키협회 회장 추대
- 2010.07 전경련 경영자문단 '우수 경영 기업' 선정
- 2010.06 스쿨뮤직 디자인 연구소 설립
- 2010.04 E-Biz 강의 우수 중소기업 선정
- 2011.11 안정모 대표 인천밴드협회 창립 회장취임
- 2011.06 현악기 소음방지장치 특허 취득
- 2011.02 T-REX World Growth 1위 수상
- 2012.12 제1회 스쿨뮤직 페스티벌 개최
- 2012.09 머니투데이 선정 '브랜드파워' 대상 수상
- 2013.07 드라마 '최고다 이순신' 코로나 IDEA기타 아이유 협찬
- 2013.06 드라마 '출생의비밀' 코로나기타 협찬
- 2013.04 현대자동차 CF 코로나기타 협찬
- 2013.02 드라마 '몬스타' 코로나 기타 협찬
- 2014.08 KT&G 상상 프로젝트 코로나기타 협찬
- 2014.05 KBS 드라마 '하이스쿨' 코로나기타 협찬
- 2014.03 스쿨뮤직 장학생 유학보내기 프로젝트 경연
- 2017.08 가수 요요미 전속계약